# Ruprecht I legnicki
Ruprecht I, Rupert I (ur. 27 marca 1347, zm. styczeń 1409) – w latach 1364–1409 razem z braćmi książę legnicki (do 1373 regencja), w latach 1397–1401 regent w księstwie głogowsko-żagańskim.
Rupert był najstarszym synem księcia legnickiego Wacława I i księżniczki cieszyńskiej Anny (urodzonym dopiero po ośmiu latach małżeństwa).
W 1364 Rupert wraz z młodszym rodzeństwem (braćmi Wacławem II, Bolesławem IV i Henrykiem VIII oraz siostrą Jadwigą) został osierocony przez ojca i znalazł się pod opieką stryja, księcia brzeskiego, Ludwika I.
Rok później Rupert wraz ze stryjecznym bratem (Henrykiem VII z Blizną) udał się z cesarzem Karolem IV na jego wyprawę po koronę królestwa Arles. Rupert odwiedził wtedy Awinion, gdzie wystarał się u papieża Urbana V o zniesienie klątwy kościelnej ciążącej na jego ojcu.
W 1370 książę wziął udział w sejmie Rzeszy w Norymberdze, gdzie po raz pierwszy zaakcentował swoje poglądy polityczne.
Regencja stryja Ludwika trwała aż do osiągnięcia pełnoletniości przez Ruperta, to znaczy do 1373, i mimo formalnego objęcia przez najstarszego syna Wacława pełni rządów w dalszym ciągu utrzymywała się ścisła współpraca między stryjem a bratankiem. Rupert zgodził się pod naciskiem Ludwika na zawarcie, 2 grudnia 1372, układu z rodzeństwem o niedzieleniu księstwa przez okres dziesięciu lat. Porozumienie to było w następnych latach przedłużane i umożliwiło Rupertowi sprawowanie rzeczywistej władzy kosztem młodszych braci (chociaż formalnie Wacław II, Bolesław IV i Henryk VIII byli jego współrządcami).
W kolejnych latach Rupert aktywnie uczestniczył w polityce dynastycznej stryja, zawierając w Pradze (21 maja 1379) układ z królem czeskim Wacławem IV (jednocześnie składając mu hołd lenny) o możliwości wzajemnego dziedziczenia posiadłości przez wszystkich potomków Bolesława III Rozrzutnego.
Niestety 6 stycznia 1383 Rupert musiał wyrazić zgodę na rezygnację ze wszelkich pretensji do księstw: wrocławskiego, świdnickiego i jaworskiego.
W 1397, po śmierci szwagra, księcia głogowsko-żagańskiego – Henryka VIII Wróbla – Rupert objął na okres czterech lat rządy regencyjne w imieniu małoletnich siostrzeńców.
Śmierć w 1398 Ludwika I i niespełna rok później Henryka VII z Blizną uczyniła Ruperta głową rodziny Piastów legnicko-brzeskich. Umożliwiło to Rupertowi zostanie mediatorem w sporach śląskich dynastów (w 1399 był mediatorem między książętami opolskimi a biskupem lubuskim Janem Borschnitzem, zaś w 1400 pośredniczył w ugodzie między synami Ludwika I o podział ojcowizny).
17 lipca 1402 Rupert został wybrany we Wrocławiu naczelnikiem ogólnośląskiego związku obronnego, mającego zapobiec anarchii powstałej po uwięzieniu króla Wacława IV.
W polityce wewnętrznej jednym z podstawowych problemów panowania Ruperta była konieczność spłacenia olbrzymich długów odziedziczonych jeszcze po ojcu i dziadku (z powodzeniem) i kwestia unikania zadrażnień z Kościołem katolickim (co w związku z objęciem biskupstwa wrocławskiego przez brata Wacława II nie sprawiło kłopotów).
Tak jak stryj Ludwik, Rupert I był hojnym mecenasem kultury (przyczynił się do napisania przez kanonika brzeskiego Piotra z Byczyny Kroniki książąt polskich).
Rupert I był żonaty z księżniczką żagańską Jadwigą – córką Henryka V Żelaznego a wdową po ostatnim królu polskim z dynastii Piastów, Kazimierzu Wielkim – z którą dochował się dwóch córek: Barbary (ur. między 1372 a 1384, zm. w maju 1435 lub 1436), wydanej za elektora Saksonii z dynastii askańskiej, i Agnieszki (ur. przed 1385, zm. po 1411), klaryski w klasztorze we Wrocławiu.
Rupert I legnicki pochowany został w kolegiacie Bożego Grobu w Legnicy.